# Halictus jonesi
Halictus jonesi är en biart som beskrevs av Cockerell 1925. Halictus jonesi ingår i släktet bandbin, och familjen vägbin. Inga underarter finns listade i Catalogue of Life.